# Berezivka

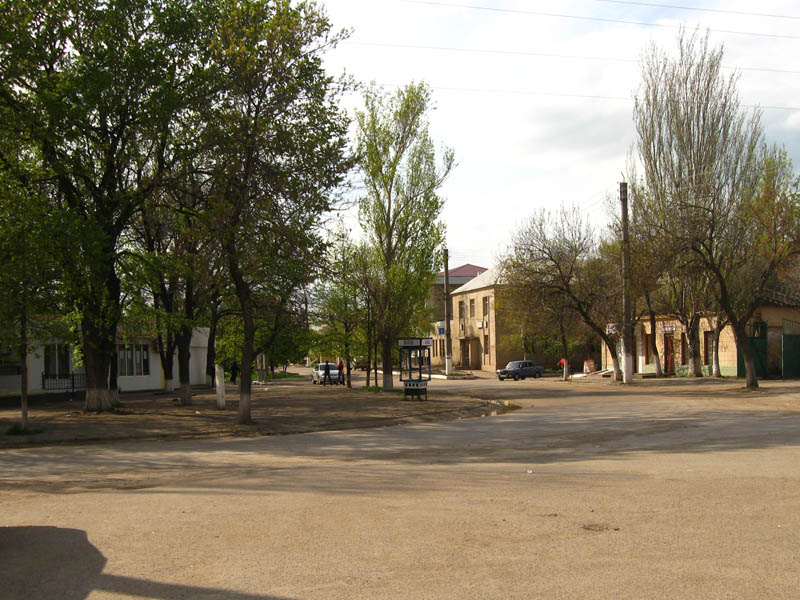
Centrala Berezivka, 2008.

Berezivka (ukrainska: Березівка uttal (fil)) är en stad i Odessa oblast i sydvästra Ukraina. Folkmängden uppgick till 9 753 invånare i början av 2012.